# Біг Джо Тернер
Біг Джо Те́рнер (англ. Big Joe Turner, справжнє ім'я Джо́зеф Ве́рнон Те́рнер, мол., англ. Joseph Vernon Turner Jr.; 18 травня 1911, Канзас-Сіті, Міссурі — 24 листопада 1985, Інглвуд, Каліфорнія) — американський блюзовий співак.
У 1983 році ім'я Біг Джо Тернера внесено до Зали слави блюзу.

## Дискографія
- Big Joe Rides Again (Atlantic, 1956)
- The Boss of the Blues (Atlantic, 1956)
- Singing the Blues (1967, BluesWay)
- Bosses of the Blues, Vol. 1 (1969)
- Super Black Blues (1969, BluesTime) з Ті-Боун Вокером і Отісом Спенном
- Texas Style (1971)
- Flip, Flop & Fly (1972)
- Life Ain't Easy (1974)
- The Trumpet Kings Meet Joe Turner (1974)